# یواس‌اس کامبر (اس‌پی-۳۴۴)
یواس‌اس کامبر (اس‌پی-۳۴۴) (به انگلیسی: USS Comber (SP-344)) یک کشتی بود که طول آن ۱۴۳ فوت (۴۴ متر) بود. این کشتی در سال ۱۹۱۶ ساخته شد.